# Килмалкедар
Килмалкедар (англ. Kilmalkedar) — археологическое место, расположенное вблизи деревни Килмалкедар на полуострове Дингл в 5 км к западу от одноимённого города Дингл, графство Керри, Ирландия.
Здесь сохранились порталы двух полуразрушенных церквей XII века, построенные в романском стиле. Их внешний облик напоминает порталы Кормакской часовни в Кашеле и небольшой церкви Дизерт О`Ди. В самой церкви Килмалкедар, перед вторым порталом высится камень с латинским и огамическим письмом, употреблявшимся кельтами и пиктами на Британских островах.